# Ryszard Krynicki

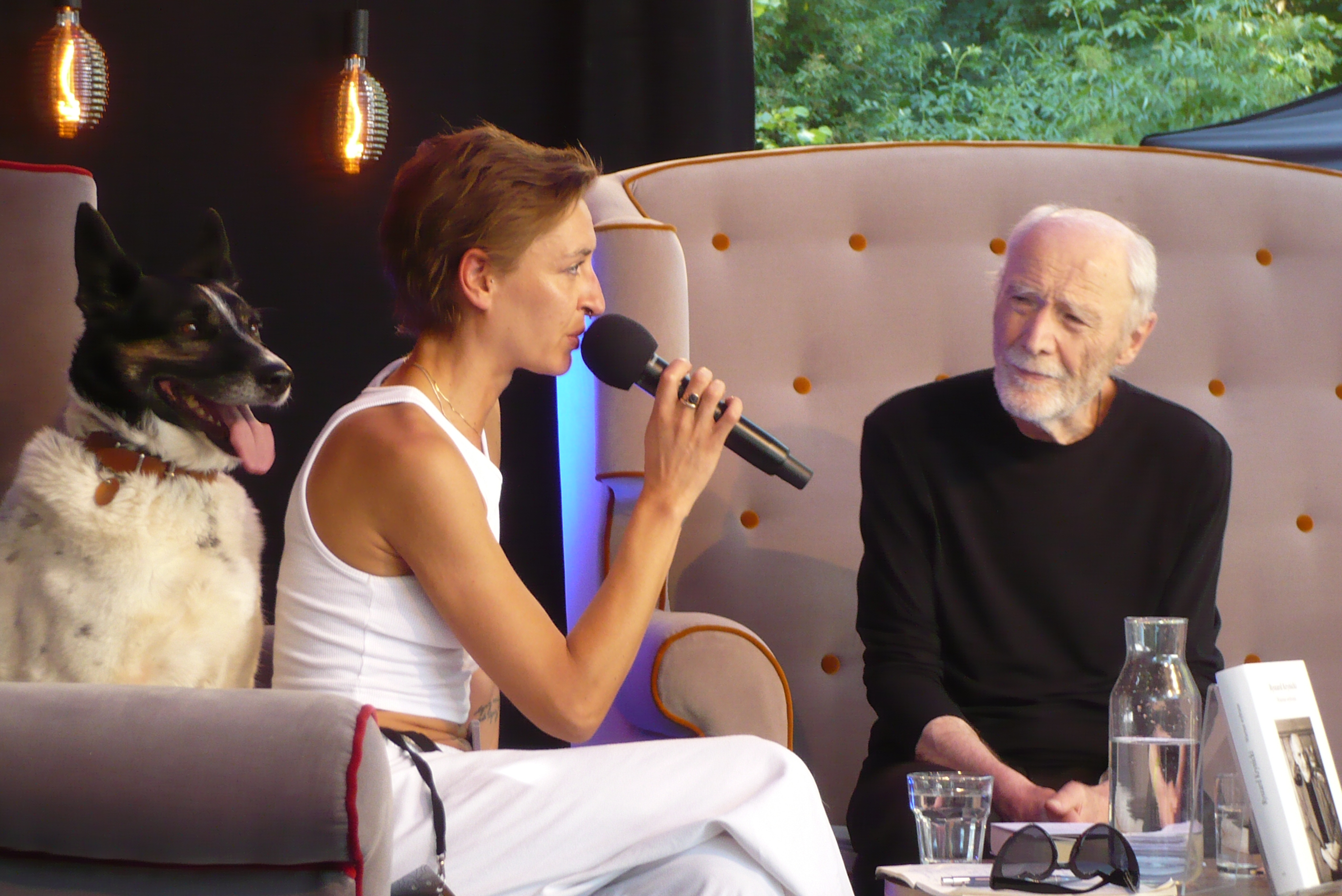
Ilona Witkowska i Ryszard Krynicki na IX Festiwalu Góry Literatury (2023)

Ryszard Krynicki (ur. 28 czerwca 1943 w St. Valentin) – polski poeta, tłumacz literacki i wydawca. Zaliczany jest do poetów Nowej Fali.

## Życiorys
Ukończył II Liceum Ogólnokształcące w Gorzowie Wielkopolskim, następnie podjął studia z zakresu filologii polskiej na Uniwersytecie im. Adama Mickiewicza w Poznaniu.
Debiutował w 1964 w poznańskim klubie „Od Nowa”, gdy po raz pierwszy publicznie wygłosił swój utwór (pozbawiony tytułu). Pierwszy jego wiersz drukiem, pt. Wczasowstąpienie, ukazał się dwa lata później w czasopiśmie „Pomorze”. W 1968 opublikował arkusz Pęd pogoni, pęd ucieczki, zamieszczony w wydanym rok później pierwszym tomie poetyckim Akt urodzenia. Publikował również w emigracyjnym tygodniku „Wiadomości”.
W latach 70. oraz 80. związany z opozycją. Był sygnatariuszem Listu 59, stanowiącego protest przeciwko zmianom w Konstytucji Polskiej Rzeczypospolitej Ludowej. W konsekwencji od 1976 do 1980 był objęty zakazem druku. Był współpracownikiem Komitetu Obrony Robotników, od 1977 do 1981 publikował w czasopiśmie „Zapis”. W 1980 uczestniczył w głodówce w kościele św. Krzysztofa w Podkowie Leśnej, zorganizowanej na znak solidarności z więzionymi wówczas Dariuszem Kobzdejem i Mirosławem Chojeckim. Podczas wydarzeń sierpniowych w 1980 przyłączył się do skierowanego do władz komunistycznych apelu 64 naukowców, literatów i publicystów o podjęcie dialogu ze strajkującymi robotnikami. Był autorem tekstów w opozycyjnych czasopismach – „Solidarności Wielkopolski”, „Obserwatorze Wielkopolskim” i „Bez Debitu”. Publikował również w kwartalniku „Zeszyty Literackie”.
W 1988 współtworzył w Poznaniu wydawnictwo a5, specjalizujące się w wydawaniu książek poetyckich. Od 1991 prowadzi to przedsiębiorstwo (przeniesione później do Krakowa) wraz z żoną Krystyną Krynicką. Jest autorem słów piosenki Świat w obłokach, którą wykonywali Marek Grechuta i Grzegorz Turnau. W 2014 ukazał się cykl rozmów z poetą zatytułowany Gdybym wiedział. Rozmowy z Ryszardem Krynickim.
W 2015 został członkiem krajowym czynnym Polskiej Akademii Umiejętności. Do sierpnia 2020 należał do Stowarzyszenia Pisarzy Polskich.

## Odznaczenia i wyróżnienia
Jest laureatem m.in. Nagrody Fundacji im. Kościelskich i Nagrody Polskiego PEN Clubu im. Ksawerego Pruszyńskiego. W marcu 2005 został wyróżniony nagrodą Krakowska Książka Miesiąca za książkę Kamień, szron, za którą nominowany był także do Nagrody Literackiej „Nike”. W 2008 otrzymał Nagrodę Poetycką „Kamień”, przyznawaną podczas Lubelskiego Festiwalu „Miasto Poezji”, a w 2015 został laureatem Międzynarodowej Nagrody Literackiej im. Zbigniewa Herberta. Nominowany do Nagrody Literackiej Gdynia 2014 w kategorii tłumaczenie na język polski za tłumaczenie książki Psalm i inne wiersze Paula Celana. W 2021 Ryszard Krynicki został laureatem Wrocławskiej Nagrody Poetyckiej Silesius za całokształt pracy twórczej.
W 2005 został uhonorowany przez ministra kultury Waldemara Dąbrowskiego Srebrnym Medalem „Zasłużony Kulturze Gloria Artis”. Został laureatem Nagrody Polskiego PEN Clubu im. Jana Parandowskiego (2014) oraz Nagrody PAU im. Erazma i Anny Jerzmanowskich (2023).
W 2018 otrzymał honorowe obywatelstwo Poznania.

## Publikacje

### Poezja
- Pęd pogoni, pęd ucieczki (Zrzeszenie Studentów Polskich, Warszawa 1968)
- Akt urodzenia (Wydawnictwo Poznańskie, Poznań 1969)
- Organizm zbiorowy (Wydawnictwo Literackie, Kraków 1975)
- Nasze życie rośnie (Instytut Literacki, Paryż 1978)
- Niewiele więcej (Krakowska Oficyna Studentów, Kraków 1981)
- Jeżeli w jakimś kraju (Galeria Bez Miejsca, Poznań 1982)
- Wiersze, głosy (Galeria Bez Miejsca, Poznań 1985)
- G (Biuro Literackie, Legnica 1999)
- Kamień, szron (Wydawnictwo a5, Kraków 2004)
- Wiersze wybrane (Wydawnictwo a5, Kraków 2009)
- Przekreślony początek. Dwadzieścia dwa wiersze z lat 1965–2010 (Biuro Literackie, Wrocław 2013)
- Wiersze wybrane (Wydawnictwo a5, Kraków 2014)
- Haiku. Haiku mistrzów (Wydawnictwo a5, Kraków 2014)
- Pęd pogoni, pęd ucieczki (Biuro Literackie, Stronie Śląskie 2016)
- Język, to obnażone serce. Niezabliźniony świat. 70 wierszy (Universitas, Kraków 2023)

### Pozostałe
- Gdybym wiedział. Rozmowy z Ryszardem Krynickim (Biuro Literackie, Wrocław 2014)